# Björbo IF
Björbo IF, idrottsklubb från Björbo i Gagnefs kommun i Dalarnas län, bildade 1931. Huvudsporten är ishockey och hemmahallen heter Björbo ishall. A-laget spelar för närvarande i division II. Ishallen är kommunens enda konstisanläggning och föreningen har en bred ungdomsverksamhet. Ishallen ägs av Gagnefs kommun, men drivs av föreningen.
Kända spelare som spelat i klubben är Per-Ragnar Bergkvist, Emil Skoglund och Stefan Bergqvist.

## Björbo ishall
Björbo ishall färdigställdes 1982 och har en publikkapacitet på 700 personer. Hallen byggdes om under 2000-talet med en ny cafeteria, handikapplatser, renoverade avbytarbås, sarg, belysning och publikskydd. Hallen är delvis isolerad. 

## Framgångsrika spelare
- Herman Hultgren
- Emil Skoglund
- Stefan Bergqvist
- Per-Ragnar Bergkvist
- Jens Hellgren
- Fredrik Händemark
- Victor Enmalm
- Fredrik Olsson
- Martin Grönberg
- Olle Liss